# Hydropsyche fryeri
Hydropsyche fryeri är en nattsländeart som beskrevs av Georg Ulmer 1915. Hydropsyche fryeri ingår i släktet Hydropsyche och familjen ryssjenattsländor. Inga underarter finns listade i Catalogue of Life.